# あきまへんで!
『あきまへんで!』はTBS系列で1998年10月9日から12月18日まで金曜ドラマ枠で放送されたテレビドラマ。
舞台は神奈川県横浜市。愛する人の子供たちの母親となる為、厳しい躾と深い愛情で接する家政婦の奮闘を描く。
当時、既にバラエティ番組で独特のキャラクターを発揮していた中村玉緒のゴールデン枠による久々の主演作。最高視聴率は15.5％｡

## キャスト
清水桂（きよみず かつら）
演 - 中村玉緒　
1943年1月1日生まれのO型。大阪出身で関西弁を話す。父親を早くに亡くし、母親も男と居なくなってしまった為、残された10人の妹や弟を代わりに育て上げた苦労人。青木家の家政婦となるが、実は純一郎と結婚の約束をしている。口癖は「あきまへんで」である。
青木あやめ（あおき あやめ）
演 - 藤原紀香　
1973年6月6日生まれのB型。青木家の長女（純一郎の最初の妻の子供）でモデル。嫁に出たが、しょっちゅう実家に帰る。
青木すみれ（あおき すみれ）
演 - 内田有紀　
1975年11月3日生まれのO型。青木家の次女（純一郎の2度目の妻の子供）で銀行で窓口勤務をしている。夢見がちだが、ズボラなドラ娘。
青木大樹（あおき たいき）
演 - 二宮和也 （当時ジャニーズJr.、現・嵐）
1982年7月7日生まれのA型。青木家の長男（純一郎の3度目の妻の子供）で進学校に通っている高校1年生。趣味は勉強。
青木さつき（あおき さつき）
演 - 鈴木杏　
1986年5月5日生まれのAB型。青木家の三女（純一郎の3度目の妻の子供で大樹とは同腹）で名門小学校に通っている6年生。感情が希薄。
王博文
演 - 高橋克典　
1968年2月28日生まれのO型。あやめの夫。横浜で家業の焼売屋の常務をしている。
王玲花
演 - 鶴田さやか
博文の実姉で、あやめの小姑。横浜で家業の焼売屋の専務をしている。　
張由昌
演 - 鴈龍太郎
王家の中国人の使用人。焼売屋の従業員で、玲花の腰巾着。　
雨宮教授
演 - 雨宮塔子（当時TBSアナウンサー）　
渡辺かおり（わたなべ かおり）
演 - かとうれいこ
1969年8月8日生まれのB型。イタリア料理店の店員。2年前にシェフだった夫を亡くす。大樹の憧れの人。　
岩崎勇（いわさき いさむ）
演 - 西村雅彦　
1960年10月10日生まれのO型。銀行次長。すみれの上司で、不倫相手。あだ名は『サム』。
岩崎槙子（いわさき まきこ）
演 - 金久美子
中田康弘（なかた やすひろ）
演 - 橋爪功
1943年12月12日生まれのA型。青木商事社長室長で、青木家の執事。
青木純一郎（あおき じゅんいちろう）
演 - 森山周一郎
1941年12月24日生まれのB型。青木商事社長。桂とは昔馴染みで、結婚の約束をしている。
井上涼子（いのうえ りょうこ）
演 - 田中ちなみ
山本香奈（やまもと かな）
演 - 西村早苗
医者
演 - 松村彦次郎（第5回）
シスター
演 - りりィ（第6回）
堤俊之（つつみ としゆき）
演 - 川岡大次郎（第6回・第7回）
後藤圭太（ごとう けいた）
演 - 宮城俊太（第6回・第7回・第8回・第9回）
社長
演 - 伊藤正之（第6回）
母親
演 - 夏川さつき（第6回）
通訳
演 - 伊藤俊人（第7回・第8回）
酔客
演 - 玉袋筋太郎（第7回）
江頭卓
演 - 横道智（第10回）

## スタッフ
- 脚本 - 大石静
- 主題歌 - pool bit boys「Venus Accident」
- 挿入歌 - いしだあゆみ「ブルー・ライト・ヨコハマ」(第1回、第6回)、海原千里・万里「大阪ラプソディー」(第6回)、小田和正「ラブストーリーは突然に」(第9回)、ハリー・ベラフォンテ「Danny Boy」(第9回、第11回)
- 技術 - 安藤健治
- 美術 - 石田道昭
- 撮影 - 長谷川晃司
- 美術デザイン - 永田周太郎
- 照明 - 竹内留吉
- 美術制作 - 白井浩二
- 映像 - 井下雅美
- 装飾 - 鈴木昌也
- 音声 - 井沢弘
- 装置 - 熊野憲治
- ステディカム - 佐光朗
- 建具 - 岸久雄
- 音響 - 田久保貴昭
- 植木装飾 - 宍戸康文
- 選曲 - 辻田昇司
- イルミネーション - 三沢靖明
- 編集 - 松尾茂樹
- コスチューム - 武居守一
- CG合成 - 曽利文彦
- ヘアメイク - 近野篤子
- タイトルCG - 保坂久美子
- 持道具 - 黒田淳子
- 宣伝 - 濱崎由佳
- タイトル - 涌井里美
- スチール - 渡辺富雄
- 車輛 - 八島和晴
- 制作補 - せんのともつぐ
- 制作主任 - 千葉耕蔵
- 演出補 - 平野俊一
- 記録 - 原田靖子
- プロデューサー - 貴島誠一郎
- 演出 - 福澤克雄、清弘誠、今井夏木
- 製作著作 - TBS

## 受賞歴
- 第19回ザテレビジョンドラマアカデミー賞[3]
  - ベストドレッサー賞（藤原紀香）

## 放送日程
| 回数   | 放送日   | サブタイトル      |
| ------ | -------- | ----------------- |
| 第1回  | 10月9日  | 史上最強の家政婦  |
| 第2回  | 10月16日 | 風呂掃除をする男  |
| 第3回  | 10月23日 | 人妻の心と秋の空  |
| 第4回  | 10月30日 | 不適切な関係?     |
| 第5回  | 11月6日  | お暇いただきます  |
| 第6回  | 11月13日 | 学園祭大パニック! |
| 第7回  | 11月20日 | 燃えよ!ドラゴン   |
| 第8回  | 11月27日 | サム 青木家に居候 |
| 第9回  | 12月4日  | キス・キス・キス  |
| 第10回 | 12月11日 | 横浜サヨナラ物語  |
| 最終回 | 12月18日 | バージンロード    |